# Henrik Holm
Henrik Holm (Täby, 22 augustus 1968) is een Zweeds voormalig tennisser die tussen 1988 en 1999 actief was in het professionele tenniscircuit.

## Palmares
| Legenda                       | Legenda               |
| ----------------------------- | --------------------- |
| Grand Slam                    |                       |
| Olympische Spelen             |                       |
| tot 2009                      | vanaf 2009            |
| Tennis Masters Cup            | ATP Finals            |
| ATP Masters Series            | ATP Tour Masters 1000 |
| ATP International Series Gold | ATP Tour 500          |
| ATP International Series      | ATP Tour 250          |

#### Enkelspel
| Nr.              | Datum           | Toernooi       | Ondergrond | Tegenstander in finale | Score    | Details |
| ---------------- | --------------- | -------------- | ---------- | ---------------------- | -------- | ------- |
| Verloren finales |                 |                |            |                        |          |         |
| 1.               | 13 juli 1992    | ATP Washington | Hardcourt  | Petr Korda             | 4-6, 4-6 | Details |
| 2.               | 12 oktober 1992 | ATP Tokio      | Tapijt (i) | Ivan Lendl             | 6-7, 4-6 | Details |